# 太陽和太陽圈探測器
太陽和太陽圈探測器（Solar and Heliospheric Observatory，SOHO）是由以馬特拉馬可尼航太公司（現在的阿斯特里姆）為首的歐洲工業財團製造，使用洛克希德馬丁的擎天神2號運載火箭於1995年12月2日發射。它是研究太陽的太空船，迄今已發現超過3,000顆彗星。它從1996年5月開始正常運作，是歐洲航天局和NASA聯合的一個國際合作專案。最初的SOHO計畫只是1個2年的任務，但如今SOHO在太空中运行超过 25 年后继续运行； 该任务已延长至 2025 年底，但须经欧空局科学计划委员会审查和确认。
除了它的科學任務，它也是太空天氣近及時預測資料的主要來源。SOHO與全球地球空間科學（Global Geospace Science，GGS）的風 (太空船)、先進成分探測器（Advanced Composition Explorer，ACE）、和深太空氣候天文台（Deep Space Climate Observatory，DSCOVR）是在拉格朗日L1點附近的四艘太空船。這個點是距離太陽0.99天文單位，距離地球0.01天文單位的日地重力平衡點。除了它的科學貢獻之外，SOHO是第一艘使用反作用輪作為虛擬陀螺儀的三軸穩定太空船；這是在1998年一次幾乎失去這艘太空船的突發緊急事件之後加入的新技術。

## 軌道
SOHO太空船是在圍繞著L1點的暈輪軌道上繞著太陽公轉。這個點位於太陽和地球之間，在該處較強大的太陽引力和較微弱的地球引力平衡，有著相同的向心力，使得在該處的物體有著和地球相同的軌道週期。結果是它能留在所需要的相對位置點上。
雖然經常描述軌道在L1點，但SOHO太空船並不會在正確的L1點上，因為在L1點上會因為來自太陽的無線電雜訊干擾，造成通訊困難，所以L1點不是個穩定的軌道位置。更確切的說，它是在通過L1點垂直於地球和太陽連線的一個平面上。它是逗留在這個平面上，以L1點為中心，遵循橢圓的李薩如軌道，不停運動的太空船。它的軌道每6個月繞行L1點一圈，而L1點隨著地球的運動，每年繞行太陽一圈。這使得SOHO任何時間都與地球保持著良好的通訊。

## 與地球的通訊
在正常操作中的太空船與地面連續以245.76Kbit/s，DSN Now（页面存档备份，存于）曾經顯示1.25MBit/s的資料流量，通過NASA深空網路傳送照片和其它測量的資料。SOHO'與太陽活動相關的資料被用來預測日冕大量拋射（CME）到達地球的時間，以免電網和衛星受到破壞性的損害或影響。日冕大量拋射直接朝向地球可能會產生磁暴，這會反過來產生磁感應電流，在最極端的情況下會造成停電等電力系統的損壞。
在2003年，ESA報告天線的Y軸步進馬達失效，這是允許高增益天線高速率傳送回資料所必需的。當時，它被認為天線異常可能會導致每三個月會有兩至三個星期的資料流失不見。然而，ESA和NASA的工程師設法操作SOHO'的低增益天線一起使用地面站的深空網路的34米和70米天線，並且有效的使用SOHO'的固態紀錄器（Solid State Recorder，SSR）防止資料的流失，因此每三個月的資料量只有少量的損失。

## 儀器
太陽和太陽風層探測器安裝了十二台主要的科學儀器，每一個都能夠獨立的觀察太陽或者太陽的某個局部。

### 圖像公開
一些儀器上的觀察能夠以圖片的形式保存下來，其中的大部分在互聯網上能夠被用來公共或者研究的用途(參見 SOHO官方網站（页面存档备份，存于）)。其它的類似光譜和太陽風中粒子的測量結果則不能被訪問到。這些圖片從可見光到遠紫外線的範圍。
不同於許多天基和地面望遠鏡，感興趣者可以通過電子郵件和SOHO網站直接與儀器團隊聯繫。在一個觀測值上協同使用多個SOHO儀器的程序名為JOP。

### 彗星發現
太陽和太陽圈探測器由於對太陽進行觀測，遮擋了太陽的光芒，因此得以發現彗星。大約有一半的已知彗星是由SOHO發現的，這些彗星是過去15年間來自18個國家的70多人透過線上搜尋公開的SOHO/LASCO影像發現的。截至2024年12月13日，SOHO已發現5,124顆彗星。
- SOHO-1000 (C/2005 P2)– 5 August 2005, Toni Scarmanto
- SOHO-2000 (C/2010 Y20) – 26 December 2010, Michał Kusiak
- SOHO-3000 (C/2015 ??) – 13 September 2015, Worachate Boonplod
- SOHO-4000 (C/2020 ??) – 15 September 2020, Trygve Prestgard
- SOHO-5000 (C/2024 ??) – 25 March 2024, 譚瀚傑

### 儀器貢獻者
普朗克太陽能係統研究所為SUMER，LASCO和CELIAS儀器做出了貢獻。史密森尼天體物理天文台製造了UVCS儀器。洛克希德馬丁太陽能與天體物理實驗室（LMSAL）與斯坦福大學的太陽能小組合作製造了MDI儀器。天體空間研究所是GOLF和EIT的主要研究人員，對SUMER做出了重要貢獻。 SOHO網站上提供了所有工具的完整列表以及指向其機構的鏈接。

## 脚注
1. 1 2 3 4  . ESA eoPortal.   [April 12, 2016]. （原始内容存档于2021-01-19）.
2. 1 2  . NASA.   [2015-09-15]. （原始内容存档于2015-09-17）. (2,703 discoveries as of 21 April 2014) （页面存档备份，存于）
3. ↑  . ESA news.   [14 March 2005].[永久]
4. ↑  . ESA news.   [14 March 2005]. （原始内容存档于2012-07-16）.
5. ↑  Karl Battams [@SungrazerComets].  (推文). April 21, 2014 –Twitter.
6. ↑  Karl Battams [@SungrazerComets].  (推文). October 19, 2012 –Twitter.
7. ↑  https://sungrazer.nrl.navy.mil/confs-Oct2024

## 外部連結
- （英文） Solar and Heliospheric Observatory Homepage （页面存档备份，存于）